# 拉濟爾齊
49°49′19″N 31°15′57″E / 49.82194°N 31.26583°E
拉濟爾齊（烏克蘭語：Лазірці）是位於烏克蘭中部的村莊，由切爾卡瑟州切爾卡瑟區的博布里齊亞市鎮負責管轄。該村面積0.62平方公里，海拔高度142米，2009年該村落人口84。